# Oncideres ulcerosa
Oncideres ulcerosa là một loài bọ cánh cứng trong họ Cerambycidae.